# Cappella di San Galgano a Montesiepi
La cappella di San Galgano a Montesiepi è un luogo di culto cattolico situato in località Montesiepi, nel comune di Chiusdino, nella provincia di Siena, in Toscana.
Vi è conservata la spada che Galgano Guidotti infisse nel terreno in segno di rinuncia alla vita mondana.

## Storia
Fu costruita sul luogo dove il nobile cavaliere Galgano Guidotti si ritirò e visse da eremita fino alla morte, nel 1181. Il primitivo edificio era già completato nel 1185. Nel XIV secolo la cappella fu ingrandita aggiungendo l'atrio e la cappella laterale. Nello stesso periodo furono costruiti la parte superiore esterna del tamburo e il campanile a vela, formato da due monofore sovrapposte.
Nel XVII secolo sul tetto fu realizzata la lanterna cieca; alla fine del XVIII secolo, a destra della cappella, furono costruiti la casa canonica e gli edifici a uso agricolo.
Nel 1924 venne restaurata e nel 1974 il restauro si estese agli edifici attigui.

## Descrizione

### Esterno

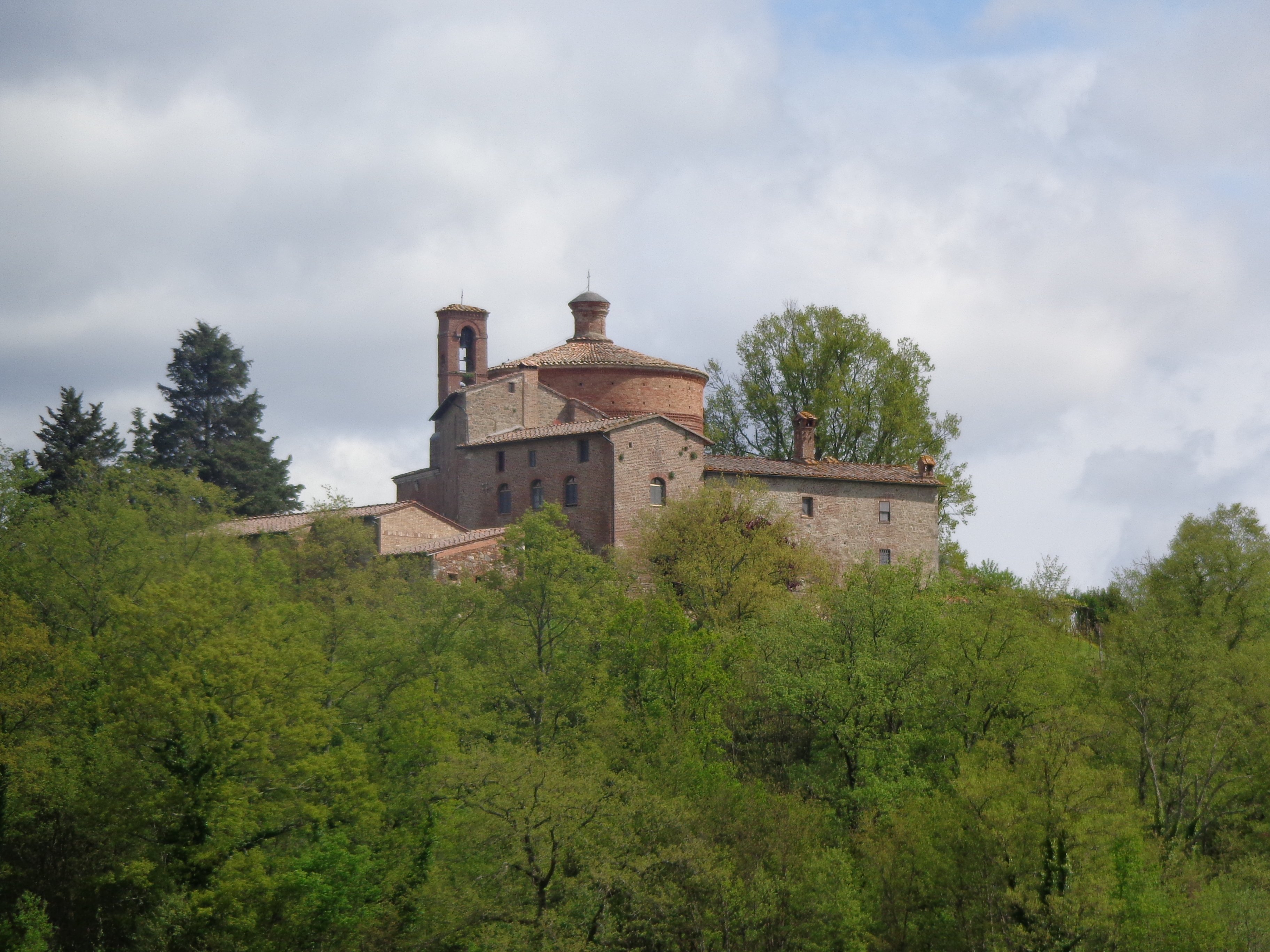
Eremo di Montesiepi visto dall'abbazia di San Galgano

Possiede una singolare forma cilindrica.
L'esterno della cappella presenta nella parte inferiore un paramento murario realizzato con bozze di travertino disposte a filaretto, nella parte superiore un paramento murario bicromo a fasce bianche (travertino) e rosse (mattoni), motivo che si ritrova anche nelle cornici delle monofore. La facciata del pronao è dominata da un'apertura con arco a tutto sesto, nel quale viene ripetuto il motivo della bicromia; al di sopra è collocato uno stemma mediceo. Al culmine della facciata, il cornicione è decorato con sculture antropomorfe (3 teste umane), zoomorfe (una testa bovina) e fitomorfe (una foglia), appartenenti al primo nucleo dell'edificio.
È presente una piccola abside semicircolare.

### Interno

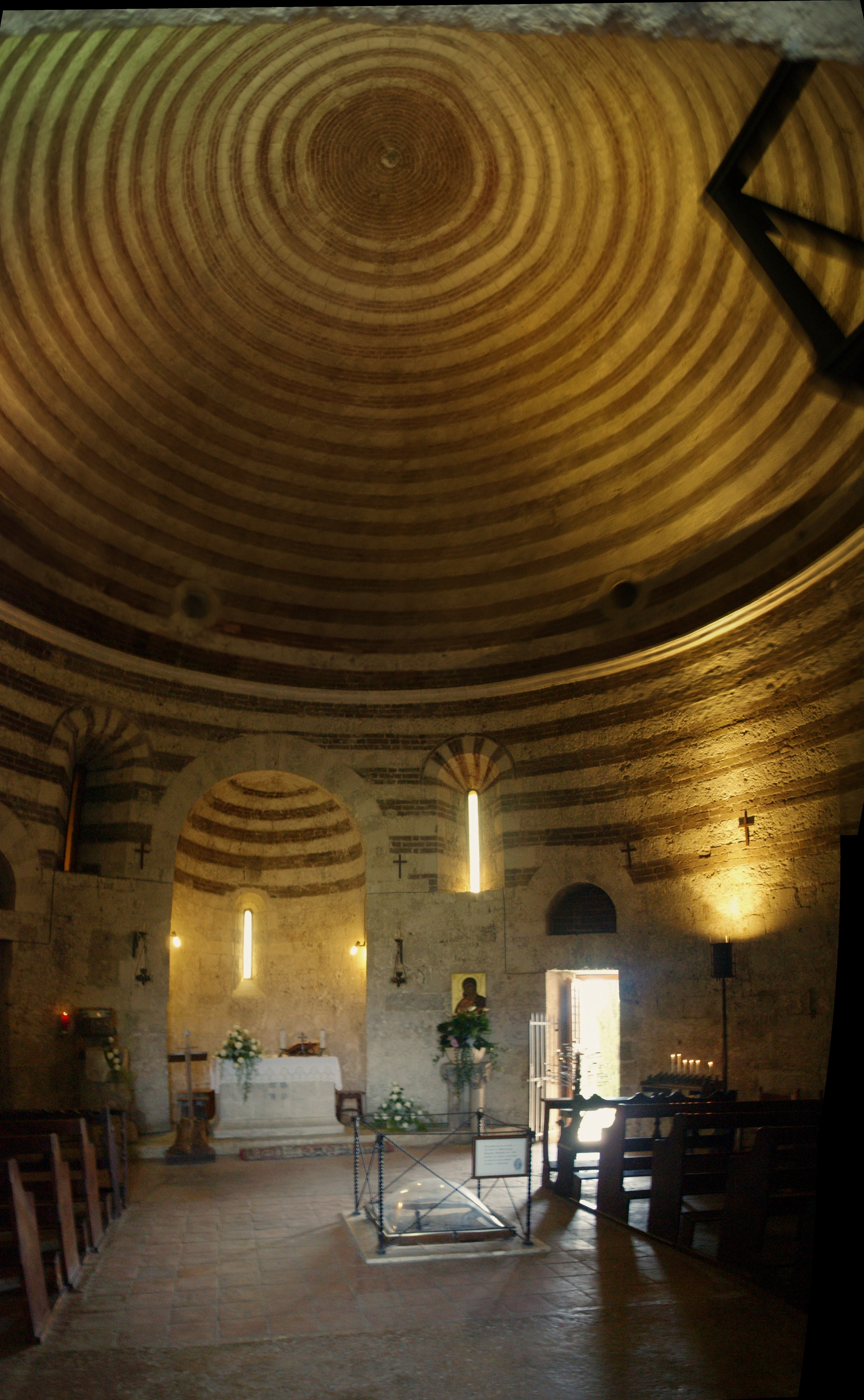
Interno

L'interno presenta un basamento circolare in pietra. La copertura è stata realizzata mediante una volta emisferica ad anelli concentrici in bicromia (cotto e travertino), caratteristica riferibile allo stile romanico pisano-lucchese, che qui mostra una delle prime manifestazioni in terra senese. La copertura ricorda quella delle tombe etrusche a Tholos.
Nella parete circolare si aprono quattro monofore asimmetriche a doppia strombatura. Dalla parte opposta all'ingresso è il volume semicircolare dell'abside.
Al centro si trova il celebre masso nel quale è inserita la spada di san Galgano.

#### Cappella
Sulla parte sinistra, rispetto all'ingresso, si trova una cappella dalla pianta rettangolare coperta con una volta a crociera; tale cappella è stata realizzata all'inizio del Trecento e affrescata tra il 1334 e il 1336 da Ambrogio Lorenzetti. Gli affreschi si presentano molto deteriorati, anche se nel 1967 sono stati prima staccati per restaurarli e poi ricollocati nella loro sede, insieme alle rispettive sinopie venute in luce durante i lavori.
Alla parete di fondo è rappresentata una Madonna in Maestà. In tale raffigurazione si vede in basso Eva, che porta sulle spalle una pelle di capra (a simboleggiare la lussuria), mentre con una mano sorregge un fico (simbolo del peccato) e con l'altra mostra un cartiglio, dove viene spiegata la morale della scena. La Madonna nella prima raffigurazione aveva nella mano sinistra uno scettro e sulla destra, invece del bambino, un globo (simbolo di potere generalmente riferito a uomini). Grazie ai restauri si è potuto appurare che questa primitiva e audace versione venne cancellata dal Lorenzetti e sostituita dall'attuale, più tradizionale.
Sulla stessa parete, in basso, un affresco rappresenta l'Annunciazione; la finestra vera della cappella fu usata dal Lorenzetti quale elemento della raffigurazione. Nella parete sinistra sono affrescati in alto Galgano circondato da santi e angeli offre un modello della roccia dov'è infissa la spada, in basso una Veduta di città di Roma, con possibile allusione al pellegrinaggio di Galgano nella città. Nella parete di destra, in alto è la sinopia di Santi e angeli (l'affresco è andato parzialmente perduto). Nella volta sono dei tondi raffiguranti dei Profeti.

## Galleria d'immagini

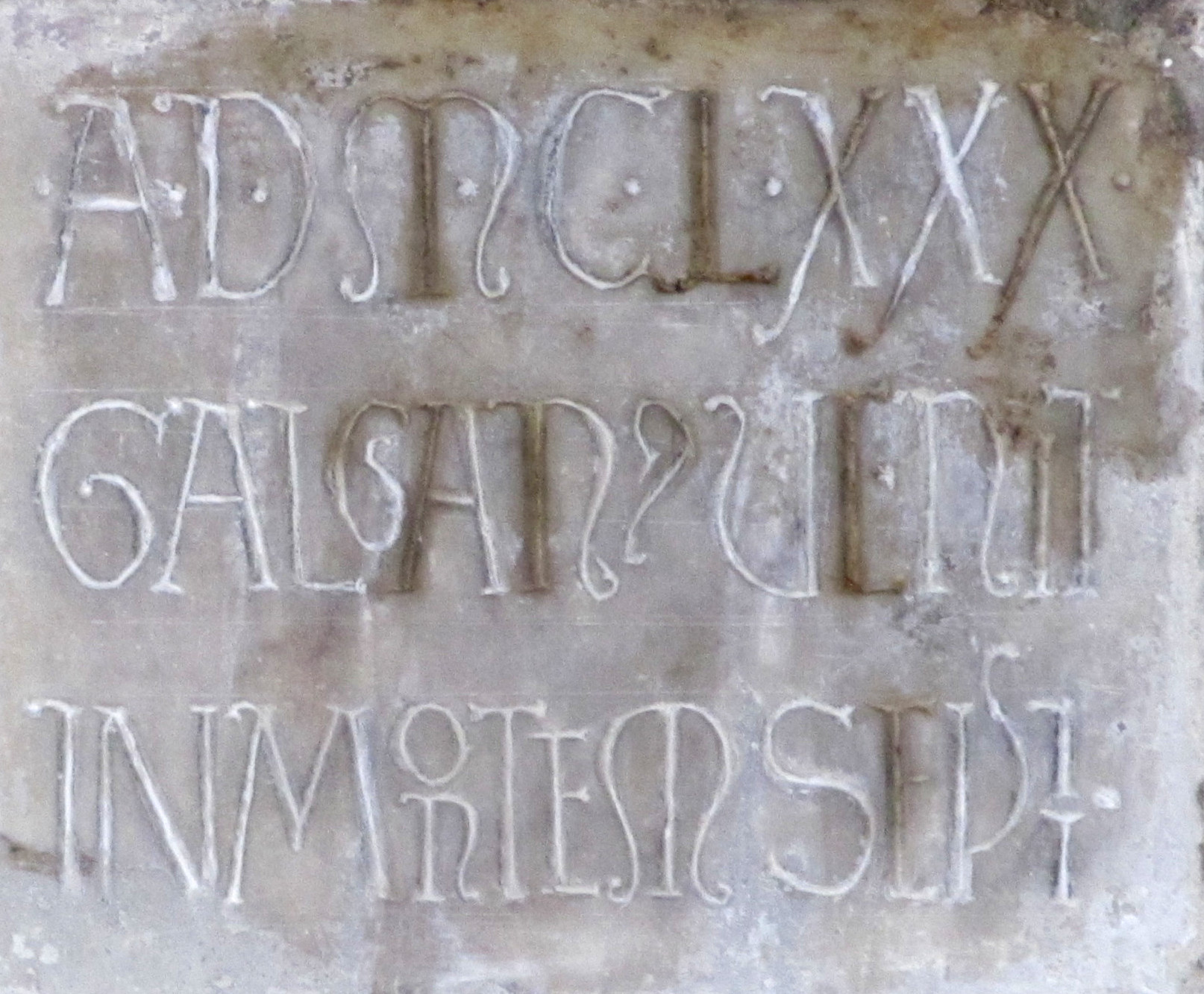
Epigrafe in marmo: «A.D. MCLXXX Galgan[us] venit in Montem Sepi»
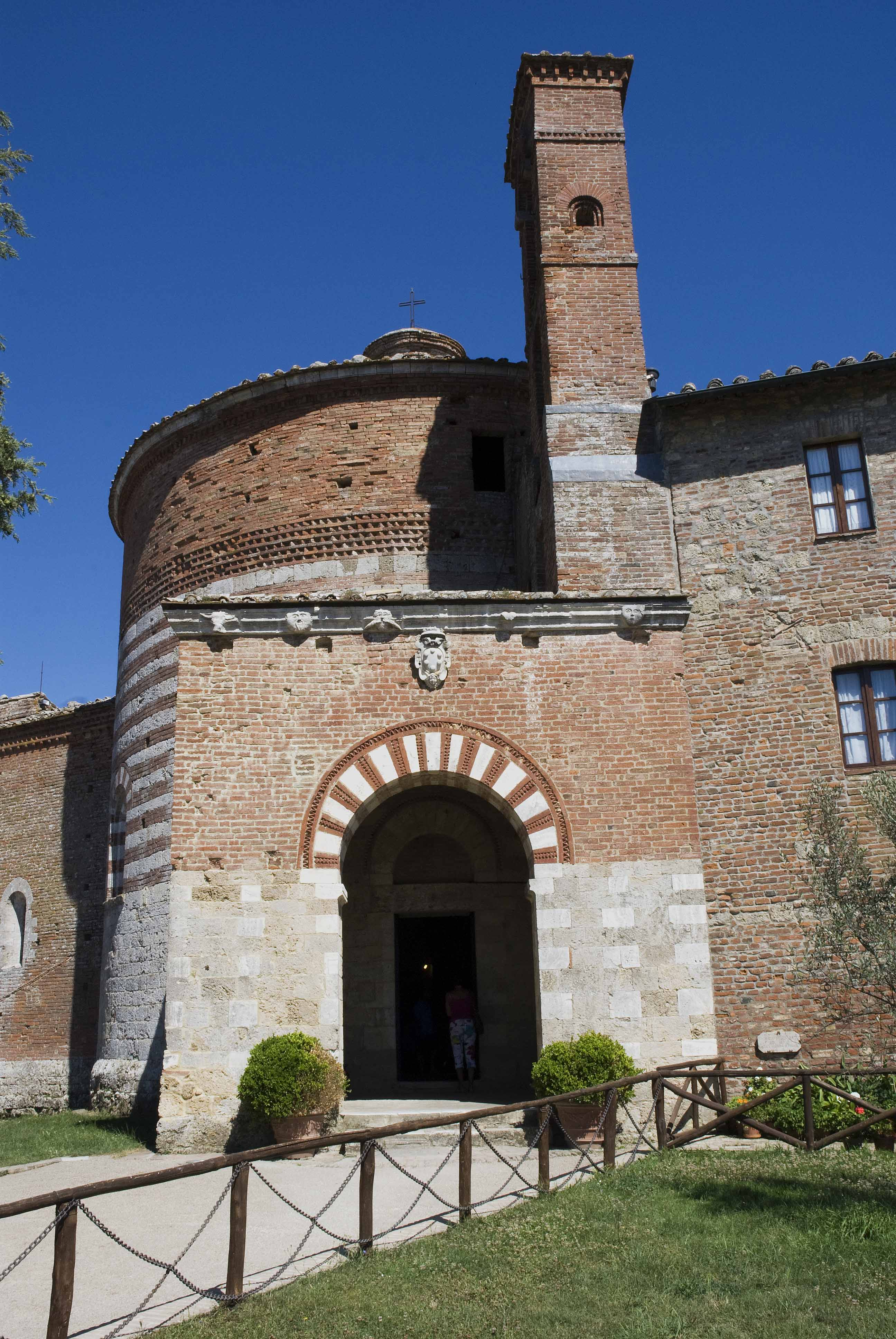
L'ingresso
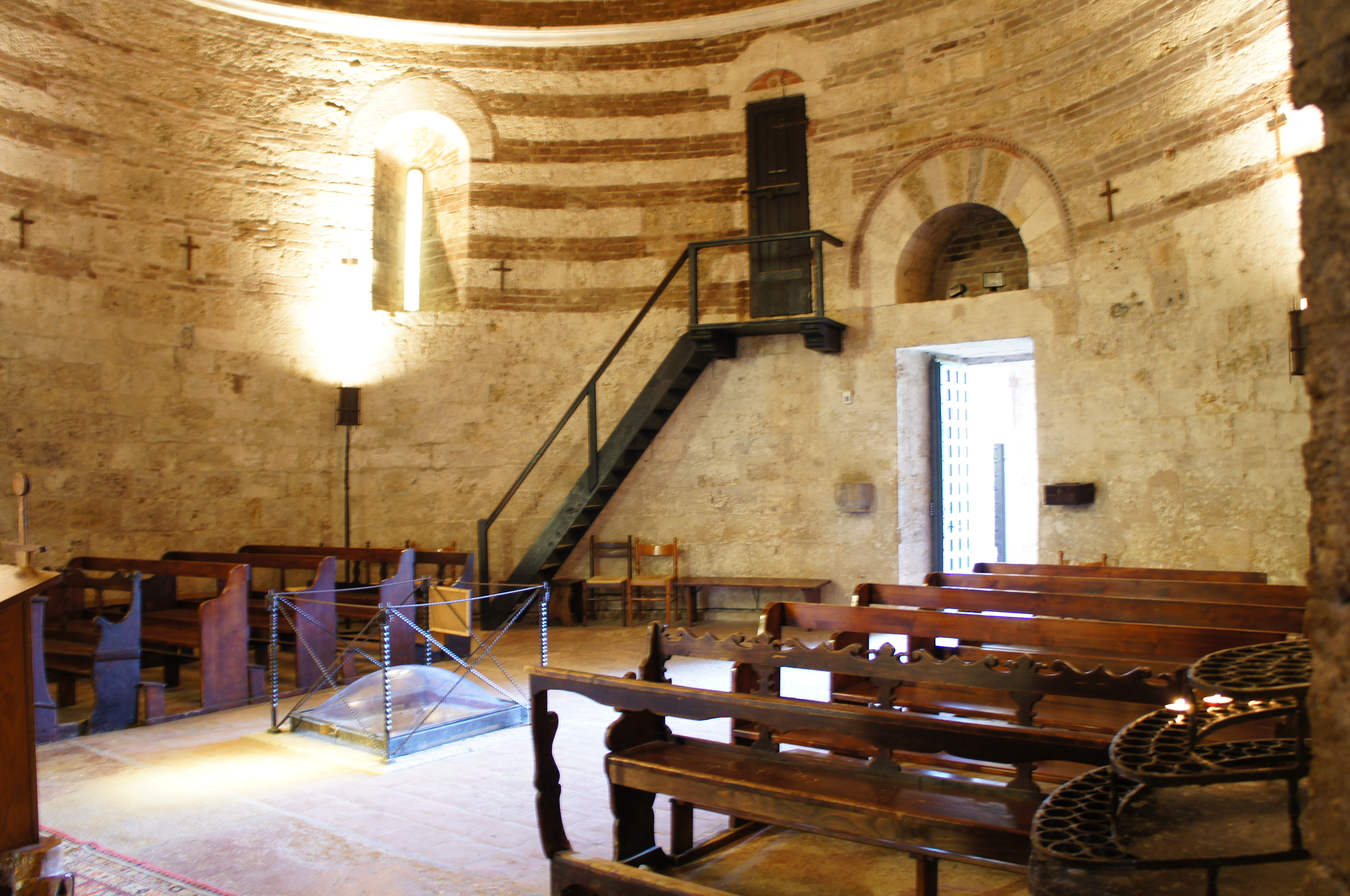
Interno verso l'ingresso
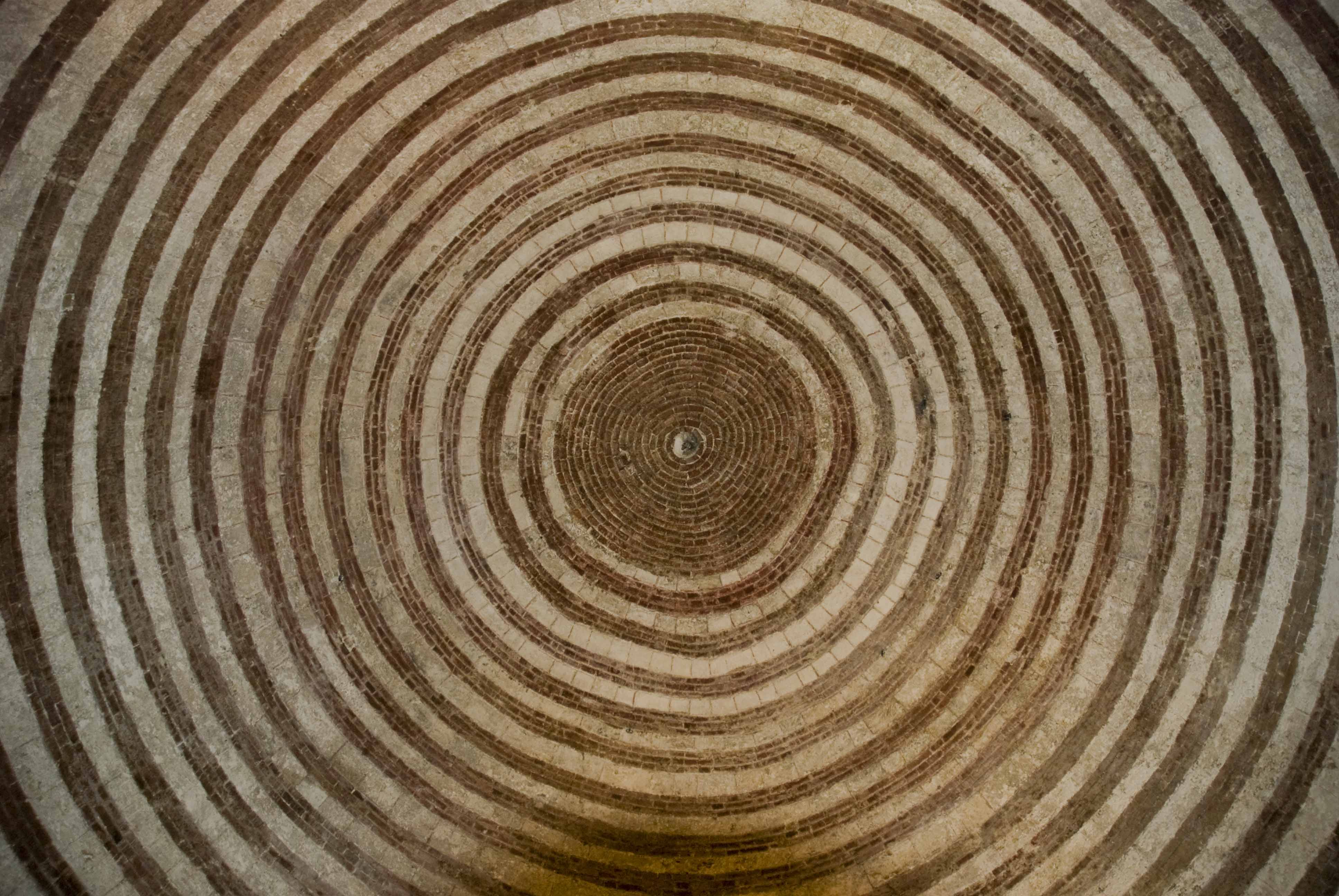
Interno della cupola
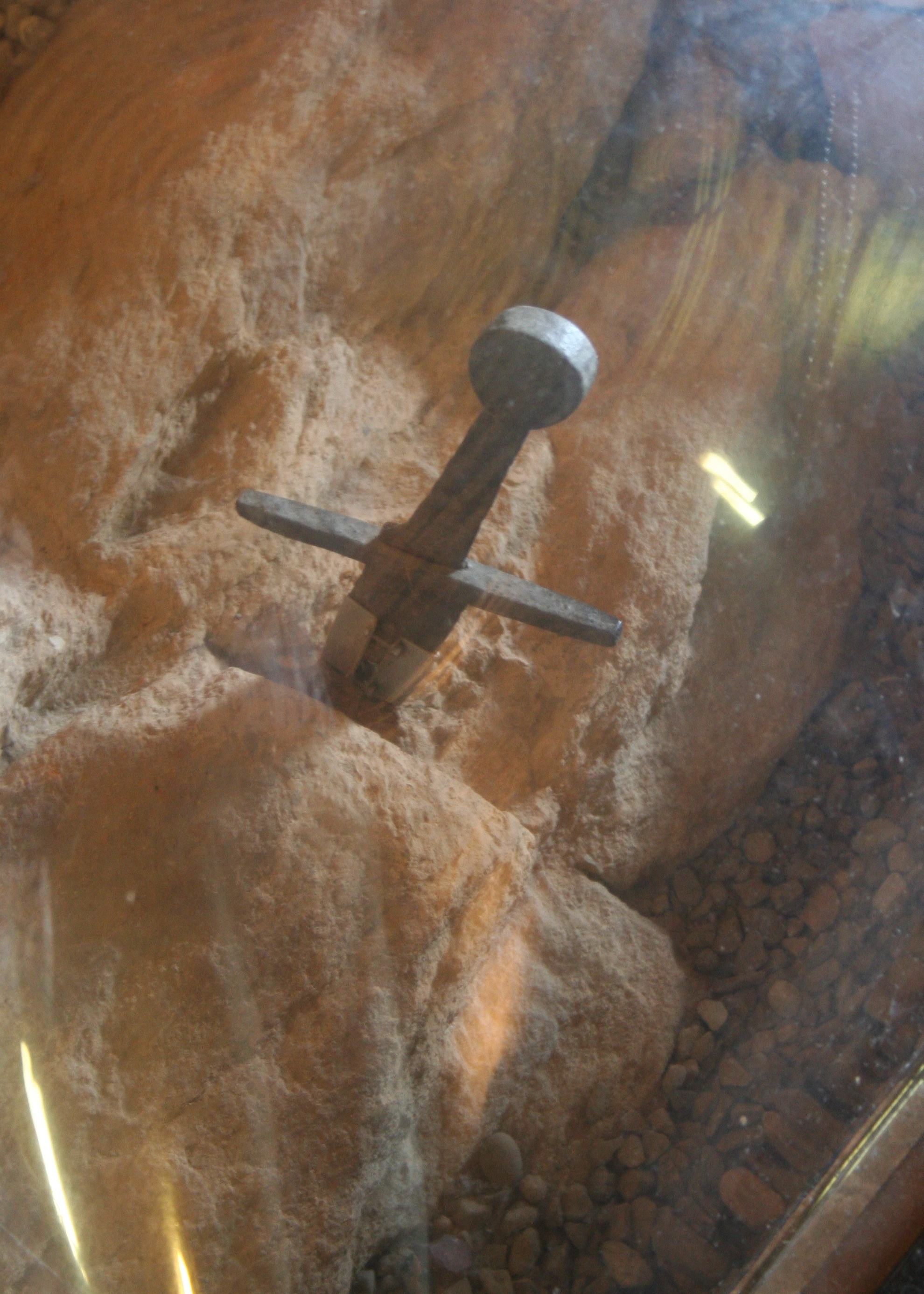
Spada di san Galgano
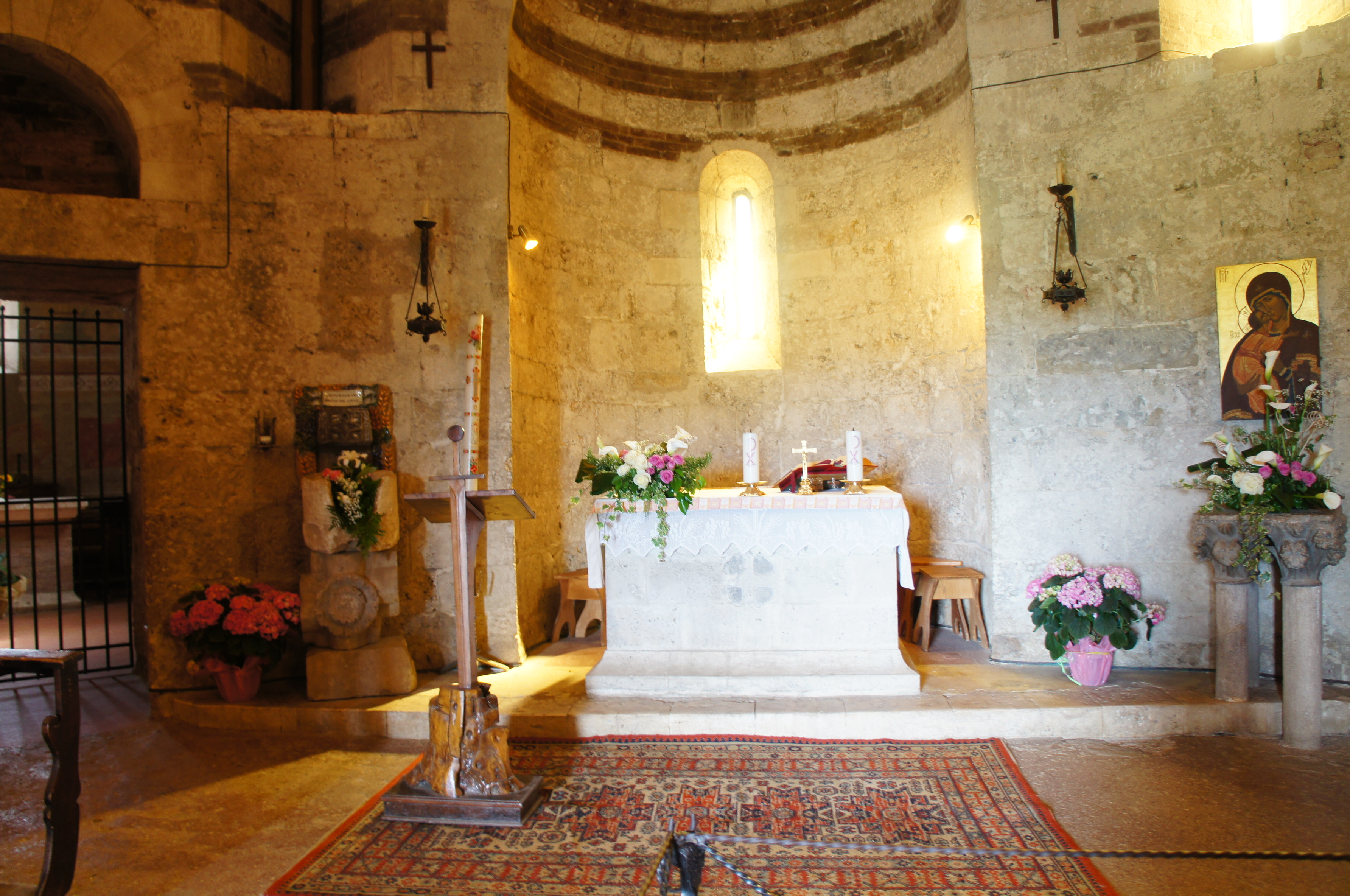
Abside e altare
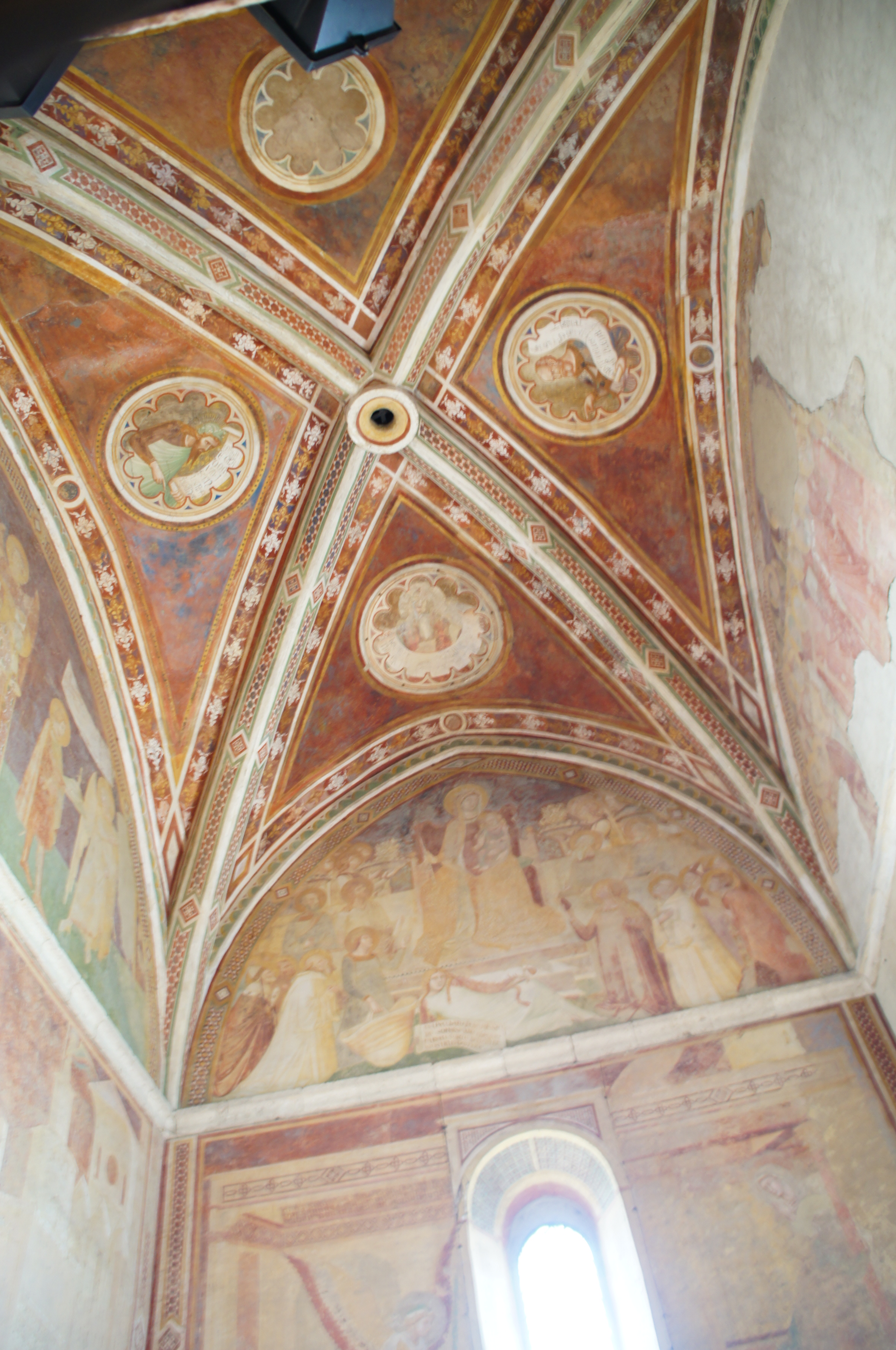
Cappella trecentesca